# Diana Hayden

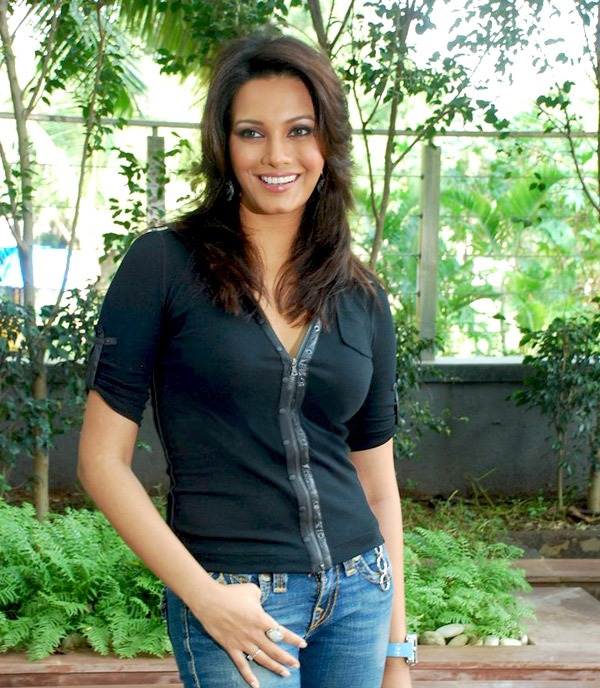
Diana Hayden

Diana Hayden (n. 1 mai 1973, Hyderabad, Andhra Pradesh⁠(d), India) este o actriță și fotomodel indian. Ea a câștigat în 1997 titlul de Miss World.

## Date biografice
Diana Hayden are strămoși indieni și britanici. După bacalaureat ea a terminat anglistica la Universitatea Osmania din orașul ei natal.
În 1997 este aleasă Miss India ca în același an să câștige și titlul de Miss World. După acest succes va începe cariera de actriță la studiourile cinematografice Bollywood din India. Diana Hayden a studiat dramaturgia la "Royal Academy of Dramatic Arts" din Marea Britanie. Debutul ca actriță îl are în ecranizarea dramei Othello de William Shakespeare, neavând succesul scontat, diva se mută la Los Angeles.

## Filmografie (selectată)
- 2003: Tehzeeb
- 2004: Ab Bas!
- 2006: All Alone
- 2006: Adaa - Will Kill U
- 2006: Othello: A South African Tale